# Worapoj Petchkoom
Worapoj Petchkoom, född 18 maj 1981 i Phanom, Thailand, är en thailändsk boxare som tog OS-silver i bantamviktsboxning 2004 i Aten. Han deltog även i boxningstävlingarna 2008, dock utan att ta medalj.

## Meriter

### Olympiska meriter

#### Olympiska sommarspelen 2008
- Huvudartikel: Boxning vid olympiska sommarspelen 2008

| Tävlande          | Viktklass  | Sextondelsfinal      | Åttondelsfinal          | Kvartsfinal          | Semifinal            | Final                |                  |
| Tävlande          | Viktklass  | Motståndare Resultat | Motståndare Resultat    | Motståndare Resultat | Motståndare Resultat | Motståndare Resultat |                  |
| ----------------- | ---------- | -------------------- | ----------------------- | -------------------- | -------------------- | -------------------- | ---------------- |
| Worapoj Petchkoom | Bantamvikt | Bye                  | Parrinello (ITA) W 12-1 | Leon (CUB) L 2-10    | Gick inte vidare     | Gick inte vidare     | Gick inte vidare |